# Hugo Alberto Morales
Hugo Alberto Morales (Buenos Aires, Argentina, 30 de julio de 1974) es un exfutbolista argentino que se desempeñó como mediocampista ofensivo. Conocido por su habilidad técnica, visión de juego y precisión en el remate, "Huguito" destacó en Club Atlético Lanús, Tenerife, Atlético Nacional.
además de haber representado a la selección nacional de su país en la década de 1990. Su carrera, marcada por éxitos tempranos y un estilo de juego elegante, se vio interrumpida por problemas de salud que limitaron su proyección internacional, aunque logró retornar al fútbol profesional tras superar dichas dificultades.

## Trayectoria

### Inicios en Huracán
Hugo Morales Comenzó su carrera profesional en el Club Atlético Huracán, donde debutó en la Primera División argentina a principios de la década de 1990. Durante sus cuatro años en el club, destacó como un mediocampista versátil, con capacidad para organizar el juego y contribuir con goles desde larga distancia. Su desempeño en Huracán llamó la atención de clubes más grandes del fútbol argentino, consolidándolo como una promesa del deporte en su país.

### Consagración en Lanús
En 1995, Morales fue transferido al Club Atlético Lanús, donde alcanzó el pico de su carrera. Bajo la dirección técnica de Héctor Cúper, se convirtió en una pieza clave del equipo que conquistó la Copa Conmebol de 1996, el primer título internacional en la historia del club. Su aporte en el mediocampo, combinando creatividad y efectividad, lo elevó al estatus de ídolo entre los hinchas granates. El traspaso de Huracán a Lanús, valuado en cerca de un millón de dólares, reflejó el alto valor que se le atribuía en ese momento.
Durante su primera etapa en Lanús, Morales también comenzó a ser convocado a la selección argentina, consolidándose como un jugador con proyección para torneos internacionales.

### Experiencia en España: Tenerife
En 1998, Morales dio el salto al fútbol europeo al incorporarse al CD Tenerife de España, que en ese momento competía en la Segunda División. Su paso por el club canario dejó una marca significativa: en la temporada 1998-1999, anotó un gol decisivo de tiro libre que contribuyó al ascenso del equipo a la Primera División. A pesar de su impacto inicial, las lesiones y otros factores limitaron su continuidad en el fútbol español, lo que marcó el comienzo de una etapa más irregular en su carrera

### Regreso a Argentina y paso por Colombia
Tras su experiencia en España, Morales regresó a Lanús, donde continuó siendo un referente. Posteriormente, se unió al Club Atlético Independiente en 2002, aunque su paso por el club de Avellaneda fue más breve y menos destacado que en sus etapas anteriores. 
el segundo semestre del 2004, decidió jugar en el extranjero, esta vez en Colombia. Militó en el Atlético Nacional, donde se coronó campeón y se convirtió en un ídolo de la hinchada debido a la impecable ejecución de los tiros libres. Durante los últimos años de su carrera, tuvo un paso breve por Millonarios, en el que la falta de continuidad le costó su lugar en el equipo.
En 2007, llegó a Chile para jugar con la Universidad Católica. Debido a sus constantes lesiones y por las buenas actuaciones de sus compañeros no logró la continuidad deseada y por eso dejó el club antes de lo que establecía su contrato.
En el 2008, rechazó una oferta de Rubén Darío Insúa para jugar en Talleres de Córdoba y decidió retirarse del fútbol.
Tras retirarse del fútbol reconoció haber superado un cáncer.

### Vida personal y retiró
Tras su retiro en 2008, Hugo Morales se radicó en Bella Vista, Argentina, donde ha mantenido un perfil bajo. Se ha desempeñado como director técnico en categorías menores y ha sido mencionado ocasionalmente en medios deportivos como un símbolo de talento truncado por circunstancias adversas. Conocido como "Huguito" entre sus seguidores, su legado perdura especialmente en Lanús, donde es recordado como parte de una generación histórica.

## Selección Argentina
Hugo Morales fue internacional con la selección argentina entre 1995 y 1996, acumulando nueve partidos y dos goles. Formó parte del equipo que participó en los Juegos Olímpicos de Atlanta 1996, donde Argentina obtuvo la medalla de plata tras perder la final ante Nigeria. Aunque su talento lo posicionaba como un candidato firme para el Mundial de Francia 1998, una enfermedad lo marginó de las convocatorias y frenó su ascenso en el ámbito internacional. Su retorno al fútbol tras este episodio fue celebrado, pero no logró recuperar su lugar en la selección.

## La Enfermedad que interrumpió su carrera
En 1997, durante su primera etapa en el Club Atlético Lanús y mientras atravesaba uno de los mejores momentos de su trayectoria tras haber ganado la Copa Conmebol 1996, Hugo Alberto Morales enfrentó un diagnóstico médico devastador: cáncer. Aunque los detalles específicos sobre el tipo de cáncer no han sido ampliamente divulgados en fuentes públicas, se sabe que esta enfermedad lo obligó a alejarse de las canchas por varios meses, poniendo en duda su continuidad como futbolista profesional. En ese momento, Morales era una figura clave en Lanús y un habitual convocado a la selección argentina, con serias chances de integrar el plantel para el Mundial de Francia 1998. Su ausencia repentina generó preocupación entre hinchas, compañeros y la prensa deportiva.
El tratamiento médico fue un proceso arduo que incluyó quimioterapia y un período de recuperación física y emocional. A sus 23 años, Morales se enfrentó a la incertidumbre de si podría volver a competir al más alto nivel, pero su determinación y el apoyo de su entorno —familia, amigos, compañeros y el club— fueron fundamentales para su lucha.

### El regreso: 6 de mayo de 1998
Tras siete meses de batalla contra la enfermedad, Hugo Morales volvió a las canchas el 6 de mayo de 1998, en un partido memorable entre Lanús y San Lorenzo de Almagro por el Torneo Clausura de ese año. Este encuentro, disputado en el Estadio Ciudad de Lanús, no solo marcó su retorno al fútbol profesional, sino que se convirtió en un momento icónico por su carga emocional y deportiva.
Morales ingresó al campo en el segundo tiempo, recibido por una ovación ensordecedora de los hinchas granates, quienes reconocieron su esfuerzo y resiliencia. El partido estaba empatado 1-1, y Lanús necesitaba una victoria para mantenerse en la pelea por el título, en un torneo donde competía con Vélez Sarsfield y Gimnasia y Esgrima La Plata. En el minuto 90, con el tiempo casi agotado, Morales ejecutó un disparo después de un rebote en el área, venciendo al arquero de San Lorenzo y sellando el 2-1 definitivo a favor de Lanús.
El gol desató una celebración eufórica tanto en la cancha como en las tribunas. Sus compañeros lo rodearon en un abrazo colectivo, y el público coreó su nombre en reconocimiento a su hazaña. Este tanto no solo aseguró tres puntos cruciales para Lanús, sino que simbolizó la victoria personal de Morales sobre la adversidad. En palabras del propio jugador, entrevistado por Clarín al día siguiente, "Fue el día más feliz de mi vida. Se cumplió el sueño, el gran objetivo por el que estuve luchando durante siete meses".

### Impacto y significado
El regreso de Morales y su gol decisivo resonaron profundamente en el fútbol argentino. Más allá del resultado deportivo, su historia se convirtió en un ejemplo de superación. La prensa destacó su perseverancia, y los hinchas de Lanús lo elevaron aún más al estatus de ídolo. En un artículo publicado el 8 de mayo de 1998 en Clarín, Morales reflexionó sobre su experiencia: "Nunca tuve dudas sobre volver. Siempre me sentí apoyado por mi familia, mis compañeros y la gente". Este apoyo colectivo, sumado a su fortaleza mental, le permitió retomar su carrera en un momento en que muchos temían que no volvería a jugar.
Sin embargo, aunque su retorno fue triunfal, las secuelas físicas del tratamiento y el tiempo perdido afectaron su proyección internacional. A pesar de su gran nivel en Lanús tras el regreso, no logró ser convocado nuevamente a la selección argentina para el Mundial de 1998, un sueño que quedó trunco por las circunstancias. Poco después, en 1998, Morales fue transferido al CD Tenerife en España, donde continuó su carrera con éxito, aunque sin alcanzar la continuidad que había mostrado antes de su enfermedad. 

## Participaciones en Juegos Olímpicos
Ha sido internacional con la Selección de fútbol de Argentina durante los años 1995 y 1996, disputando los Juegos Olímpicos de Atlanta en 1996.

## Clubes
| Club                 | País      | Año       |
| -------------------- | --------- | --------- |
| Huracán              | Argentina | 1991-1995 |
| Lanús                | Argentina | 1995-1999 |
| Tenerife             | España    | 1999-2002 |
| Lanús                | Argentina | 2003      |
| Independiente        | Argentina | 2003-2004 |
| Atlético Nacional    | Colombia  | 2004-2006 |
| Millonarios          | Colombia  | 2006      |
| Universidad Católica | Chile     | 2007      |

### Como entrenador
| Club           | País      | Año       |
| -------------- | --------- | --------- |
| Huracán (Goya) | Argentina | 2016-Act. |

## Palmarés

### Campeonatos nacionales
| Título              | Club              | País     | Año    |
| ------------------- | ----------------- | -------- | ------ |
| Categoría Primera A | Atlético Nacional | Colombia | 2005-A |

### Copas internacionales
| Título                    | Equipo                 | Sede    | Año  |
| ------------------------- | ---------------------- | ------- | ---- |
| Copa Conmebol             | Lanús                  | Bogotá  | 1996 |
| Plata en Juegos Olímpicos | Selección de Argentina | Atlanta | 1996 |